# Selección de fútbol americano de Gran Bretaña
La selección de fútbol americano de Gran Bretaña, conocido como GB Lions, representa al Reino Unido en el fútbol gridiron. Está controlado por la Asociación Británica de Fútbol Americano.

## Equipo masculino

### Historia
Los GB Lions masculinos jugaron su primer partido contra Francia en 1985 en Stompond Lane. 2.000 asistentes vieron a GB conseguir una victoria por 7-0 gracias a un touchdown de Victor Ebubedike. En 1986 y 1987, los Leones derrotaron a Holanda y Francia en dos partidos cada uno para calificar para el Campeonato de Europa de 1987.
En su primer gran torneo, los Lions fueron derrotados por Italia y Finlandia en su camino hacia un cuarto lugar.
En 1989, derrotaron a Francia camino de clasificar a su segundo campeonato consecutivo. Derrotaron a la anfitriona Alemania de manera integral en la semifinal gracias a Victor Ebubedike, Trevor Carthy y Allan Brown, quienes anotaron dos touchdowns cada uno en una victoria por 38–6. Los Leones liderados por Terry Smith se enfrentaron a Finlandia en la final y se vengaron de la derrota de 1987 al dejar fuera a sus rivales en una victoria por 26-0 para reclamar su primer campeonato europeo.
En 1991, los Lions, dirigidos por el asistente de los London Monarchs, Ray Willsey, regresaron para defender su campeonato en Helsinki. Después de derrotar a Holanda 46-3 en la semifinal, se enfrentó nuevamente a Finlandia en el Estadio Olímpico y ganó 14-3 para reclamar campeonatos consecutivos. 9 leones; El Jugador Más Valioso del Torneo Jason Elliott, Barry Driver, Mark Webb, Jo Richardson, Colin Nash, Paul Roberts, Warren Billingham, Gary Mills y Bola Ayiede.
En 1993, BAFA se retiró de la EFL y, como tal, los Leones no pudieron defender su título en el Campeonato de Europa de 1993 en Italia. En preparación para el Campeonato de Europa de 1995 en Austria, derrotaron a Irlanda, pero después de que Alemania se retiró sensacionalmente del torneo, los Lions estaban programados apresuradamente para jugar contra Ucrania y posiblemente dos juegos más en Austria en el espacio de ocho días. Incapaces de manejar la logística, los Lions se retiraron del campeonato de 1995.
En 1997, los Leones volvieron a la competición europea, derrotando a España en el Estadio La Peineta para clasificarse para el Campeonato de Europa. En la semifinal, perdieron 14-7 ante Finlandia, y fueron derrotados 24-6 por Finlandia en el tercer / cuarto lugar del desempate.
Después de la suspensión de los Campeonatos de Europa de 1999, los Leones fueron invitados a participar en el Campeonato Mundial inaugural, pero rechazaron la oferta. Antes del Campeonato de Europa de 2000, el entrenador en jefe Riq Ayub renunció y los Leones fueron nuevamente derrotados por Finlandia.
En 2001, los Leones derrotaron a España para clasificarse para el Campeonato de Europa, donde esperaban recibir un pase de semifinales tras la descalificación de Alemania. Sin embargo, luego de una apelación exitosa, Alemania fue reintegrada al torneo y se enfrentaría a los Leones en la semifinal. Incapaces de cumplir con el partido en tan poco tiempo, los Leones fueron expulsados del torneo.
Tras un cambio de formato del Campeonato de Europa, el Campeonato de 2005 vio a las naciones divididas en tres grupos. En 2004, los Leones se colocaron en el Grupo B y derrotaron a Rusia, España y Francia para ganar su grupo y clasificar para el Grupo A del campeonato. Los Leones fueron derrotados por los Centre Colonels football visitantes de Kentucky en el Crystal Palace National Sports Centre, y fueron eliminados por el equipo alemán en la semifinal. En el partido por la medalla de bronce, fueron derrotados por Finlandia 34-12.
En 2009, los Leones fueron derrotados en un amistoso ante Australia, pero derrotaron a Suecia, campeona de Europa reinante, en su siguiente partido. En el Campeonato de Europa de 2010, los Leones fueron derrotados por Francia, Suecia y Finlandia, anotando solo 11 puntos en su camino hacia un sexto lugar. Los Leones terminaron tercero en el torneo de clasificación del Grupo B en Milán en 2013 y, por lo tanto, se clasificaron para competir en el Campeonato de 2014.

### Participaciones
| Año   | Pos.                 | PJ                   | G                    | P                    | PF                   | PC                   | Dif.                 |
| ----- | -------------------- | -------------------- | -------------------- | -------------------- | -------------------- | -------------------- | -------------------- |
| 1985  | No participó         | No participó         | No participó         | No participó         | No participó         | No participó         | No participó         |
| 1987  | 4°                   | 2                    | 0                    | 2                    | 33                   | 54                   | -21                  |
| 1989  | Medalla de oro       | 2                    | 2                    | 0                    | 64                   | 6                    | +58                  |
| 1991  | Medalla de oro       | 2                    | 2                    | 0                    | 63                   | 7                    | +56                  |
| 1993  | No participó         | No participó         | No participó         | No participó         | No participó         | No participó         | No participó         |
| 1995  | No participó         | No participó         | No participó         | No participó         | No participó         | No participó         | No participó         |
| 1997  | 4°                   | 2                    | 0                    | 2                    | 13                   | 48                   | -35                  |
| 2000  | N/A                  | 1                    | 0                    | 1                    | 9                    | 34                   | -25                  |
| 2001  | Expulsado del torneo | Expulsado del torneo | Expulsado del torneo | Expulsado del torneo | Expulsado del torneo | Expulsado del torneo | Expulsado del torneo |
| 2005  | 4°                   | 2                    | 0                    | 2                    | 12                   | 68                   | -56                  |
| 2010  | 6°                   | 3                    | 0                    | 3                    | 11                   | 96                   | -85                  |
| Total | 7/11                 | 14                   | 4                    | 10                   | 205                  | 313                  | -108                 |

### Cuerpo técnico
Entrenador
- Entrenador en jefe: Mike Callan

Entrenadores ofensivos
- Coordinador ofensivo: Tony Athersmith
- Línea ofensiva: Paul Cooper
- Receptores amplios: Jeremy Simms
- Corriendo: Toby Chesters
- Pulidor: Andrew Melty Morgan

Entrenadores defensivos
- Coordinador defensivo: Martin Hilton
- Linebackers: Ross Templeton
- Backs defensivos: Christopher 'Kit' Lawson
- Línea defensiva: Steven Wilson
- Asistente defensivo y técnico de cine: Andy Starling

Otros
- Personal médico: Beverly Analuwa

### Plantilla
| Mariscal de campo - Ben Lowes - Hertfordshire Cheetahs - Jerome Allen - London Warriors Running back - Omodeji Alli - London Blitz - Adam Hope - Tamworth Phoenix - Temi Oduyemi - London Blitz - Dwayne Watson - London Warriors Wide receiver - Ben Burslem - Tamworth Phoenix - Jack Daley - London Blitz - Charlie Joseph - London Blitz - Alex Laird - London Blitz - Sam Rogers - London Blitz - Harry Routledge - Merseyside Nighthawks - David Saul - Potsdam Royals - Tim Thomas - Seinäjoki Crocodiles | Ofensivos - * Ben Ashby - Bristol Aztecs - Victor Bama - London Warriors - James Connoley - London Blitz - Kevin Keohane - London Warriors - Thomas Levick - Tamworth Phoenix - Matt Meyer - London Blitz - Ayodeji Ogunkolati - London Blitz - Azmi Sbati - London Blitz Defensivos - Jamie Charles - London Blitz - Ade Kamson - London Warriors - Nial Scott - London Warriors - Josh Vines - London Blitz - Steve Wilson - Piratas de East Kilbride - Rodon Zeqiri - London Blitz | Linebacker - James Armah - Bristol Aztecs - Matt Eva - London Blitz - Fab Gargiulo - London Blitz - Alex Haldane - London Warriors - Jake Harbon - Tamworth Phoenix - Alasdir Jarvis - Tamworth Phoenix - Ariel Mofondo - London Warriors - Jonell Pelle - London Blitz Defensive Backs - Josh Amis - London Warriors - Emir Battaloğlu - Tamworth Phoenix - Enoch Hankombo - London Blitz - Ashley Hopkinson - Stirling Clansmen - David Jennison - Potsdam Royals - John Kenyon - Potsdam Royals - Daniel McKenzie - London Warriors - Sam Obi - London Warriors - Leslie Oluwole-Wilson - London Warriors Lista final para los clasificatorios del Campeonato de Europa de 2016. |

## GB Students
GB Students se fundó en 1993 como un equipo BCAFL "Allstars", dirigido por Damian Bayford de la Universidad de Leeds. Fueron rebautizados como Bulldogs a mediados de la década de 1990 y en su mayoría jugaron en equipos de gira.
Después de caer bajo el mandato de BUCS en 2008, el organismo rector se negó a sancionar la entrada al Campeonato Mundial FISU 2014.
Debido a limitaciones financieras y errores administrativos, atribuidos tanto a BAFA como a BUCS, se anunció que no habría ningún equipo de GB Students en el Campeonato Mundial 2016 en México, lo que resultó en la renuncia del entrenador en jefe, Wayne Hill.

## Equipo sub-20
El equipo de fútbol americano Sub-20 de Gran Bretaña representa a la nación en la competición internacional de fútbol americano juvenil.

### Cuerpo técnico
Entrenador
- Entrenador en jefe: Jason Henry

Entrenadores ofensivos
- Coordinador ofensivo: Neale McMaster
- Mariscales de campo: Zac Ritchie
- Línea ofensiva: Chris Bradley
- Receptores amplios: Adam Lillis y Matt Wade
- Running Backs: Nick Cullen

Entrenadores defensivos
- Coordinador defensivo: Víctor Pedro
- Línea defensiva: Steve Smith
- Backs defensivos: Scott Rowe
- Linebackers: Rob Urqhart y James Dean

Equipos especiales
- Equipos especiales: Phil DeMonte

Otro
- Gerente general: Verity Brawn
- Oficial de bienestar: Claire Elton
- Physio: Beverly Analuwa y Sam Roshdy
- Medios de comunicación: Hannah Dobbin-Elton
- Representante BAFA: Clive Dobbin

### Plantilla
| Mariscal de campo - Louis Benzey- Solent Seahawks Academy - George Reynolds - Kent Exiles - Nathan Lester - Birmingham Lions Running back - Elliot Harvey - Lincolnshire Bombers - Lennox Osei-Biney - London Blitz - Jack Stodel - Hertfordshire Cheetahs - Bolaji Adewale - Kent Exiles Wide receiver - Thomas Morgan - Manchester Titans - Leonardo Sophoclis - London Blitz - Issai Aluko - London Warriors - Jiordan Honey - Etone Jaguars - Dominic DeMonte - Oxford Brookes University - Malachi Marquis-Adams - London Blitz - Nathan Oti - London Blitz - Jacob Mann - Birmingham Lions | Ofensivos - Oliver Robinson - North East Academy - Cameron Fortey - Highland Wildcats - Aaron Smith - Solent Seahawks Academy - Kieron Purdham - Solent Seahawks Academy - Owen Seddon - Chorley Buccaneers - Theo Eddy - Black Country Vipers - Thomas Smith - Merseyside Nighthawks - Ajay Benning - Tamworth Phoenix - Jordan Lee - Nottingham Caesars - Daniel Oates - Torbay Trojans Defensivos - Lewis Smith - East Kilbride Pirates - Noah Roy Yorkshire Academy Assassins - Sean Lewis - Kent Exiles - Louis Gallagher - Black Country Vipers & Filton Pride - Calum Ewart - Edinburgh Wolves - Toby Naylor - Solent Seahawks Academy - Tyler Harvey-Fallows - Chorley Buccaneers - Max Reynolds - Black Country Vipers | Linebacker - Toby Tyson - Cobham Cougars - Ben Gallacher - East Kilbride Pirates - Conor Davis - Kent Phoenix - Nathan Groom - Manchester Titans Defensive Backs - Alex Greenhalgh - London Blitz - Andrew Banda - Solent Seahawks Academy - Aaron Anderson - Sussex Thunder - Khalid Adisa - London Blitz - Danylo Szlachetko Blackburn - Manchester Titans - Matthew Bressington - Filton Pride - Joe Cassidy - Swindon Storm - Taylor Walton - North East Academy - Sam Gee - Solent Seahawks Academy - Luke Pilling - Yorkshire Academy Assassins |

## Equipo femenino
El equipo femenino de Gran Bretaña se fundó en 2012 y representa a la nación en el fútbol americano femenino. En el Campeonato de Europa de 2015, el equipo terminó como subcampeón, perdiendo ante Finlandia 50-12, su primera derrota en la final.

### Cuerpo técnico
Entrenador
- Entrenador en jefe: Chris Stone

Gestión de equipos
- Responsable del equipo: Lianne Shaw

Entrenadores ofensivos
- Coordinador ofensivo: Jamie Kilby
- Línea ofensiva: Jon Maisey
- Receptores abiertos y mariscales de campo: Sammy-Lee Baker

Entrenadores defensivos
- Coordinador defensivo: Richard Ward
- Línea defensiva: Luke Plastow
- Backs defensivos: Gareth Ellison

Otro
- Equipos especiales: James Branagh
- Terapeuta: Lara Inge

| Mariscal de campo - Jo Kilby - Birmingham Lions Running back &yFullback - Clare Davies - Hertfordshire Tornadoes - Stephanie De-Haven - Birmingham Lions - Ruth Matta - Birmingham Lions - Antoinette Morgan - Birmingham Lions - Courtney Harrison - Leeds Carnegie Wide Receiver y Tight End - Sophie Etheridge - Birmingham Lions - Jessica Anderson - Hertfordshire Tornadoes - Hannah Pye - Birmingham Lions - Robin Steward - Leeds Carnegie - Sarah Glassborow - Hertfordshire Tornadoes - Hana Rabuzin - London Warriors | Ofensivo - Polly Danks - Derby Braves - Louise Fitzsimmons - Manchester Titans - Michelle Gwynne - Birmingham Lions - Laura Hill - Farnham Knights - Lucy Mott - London Warriors - Lindsey Robson - Teesside Steelers - Laura Dye - Chester Romans - Alex Lilly - Hertfordshire Tornadoes - Dawn Seymour - Solent Thrashers Defensivo - Aimee Cottingham - Birmingham Lions - Sian Kersse - Hertfordshire Tornadoes - Rebecca Martin - Teesside Steelers - Monica Lewinska - Derby Braves - Danielle Raymont - Derby Braves - Vicci Rollinson - Hertfordshire Tornadoes - Katie Davenport - Birmingham Lions | Linebacker - Amanda Casey - Hertfordshire Tornadoes - Laura Moore - Birmingham Lions - Victoria Law - Birmingham Lions - Phoebe Schecter - Birmingham Lions - Verity Snell - Derby Braves - Emily Parkinson - Manchester Titans - Alice-Mary Smith - Birmingham Lions Defensive Back - Nena Killick - Birmingham Lions - Joanne Mann - Teesside Steelers - Beverley Marwood - Teesside Steelers - Nancy Stone - Birmingham Lions - Julia Robinson - Solent Thrashers - Collette Wong - Derby Braves - Lucille Stewart - London Warriors - Chloe Spalding - Birmingham Lions Lista final del Campeonato de Europa Femenino de 2015 |

## Flag football
BAFA también dirige tres equipos de flag football para hombres, mujeres y menores de 19 años.

### Equipo masculino

#### Cuerpo técnico
Entrenador
- Entrenador en jefe: Alan Young

Entrenadores asistentes
- Entrenador asistente: Jimmy Thompson
- Entrenador asistente: Andrew Gibson

Otro
- Fisio: Steph Walker
- Jefe de equipo: Mike Scott

#### Plantilla
| - Kehinde Bello – London Rebels - Michael Bradley-Banszki – Farnham Knights - Gary Elliott – Aberdeen Oilcats - Julian Holburn-White – Glasgow Hornets - Brian McFerren – East Kilbride Pirates - Calum Young – Aberdeen Oilcats |